# Draconetta xenica
Draconetta xenica là một loài cá biển, hiện tại được coi là loài duy nhất thuộc chi Draconetta trong họ Draconettidae. Loài này được mô tả lần đầu tiên vào năm 1903. Tên thông thường trong tiếng Anh của nó là Highfin slope dragonet, nghĩa đen là cá rồng nhỏ sườn dốc vây cao.

## Phân bố và môi trường sống
D. xenica có phạm vi phân bố ở Ấn Độ Dương và Thái Bình Dương, từ vùng biển Đông Phi tới quần đảo Hawaii. D. xenica là loài cá đáy, được tìm thấy ở độ sâu từ 128–367 mét (420–1.204 ft) trên các rìa lục địa.

## Mô tả
Chiều dài tối đa được ghi nhận ở cá trưởng thành là khoảng 9 cm. Vây lưng chia đôi, vây thứ nhất gồm 3 gai dài, thanh mảnh, linh hoạt; vây thứ hai gồm 12 tia vây mềm. Vây hậu môn gồm 12 tia vây mềm.